# Idzbarski Młyn
Idzbarski Młyn (deutsch Hirschberg-Mühle) ist ein Ort in der polnischen Woiwodschaft Ermland-Masuren. Er gehört zur Gmina Ostróda (Landgemeinde Osterode in Ostpreußen) im Powiat Ostródzki (Kreis Osterode in Ostpreußen).

## Geographische Lage
Idzbarski Młyn liegt an der Drewenz (polnisch Drwęca), in die hier die Grabnica (polnisch Grabiczek) mündet, im Westen der Woiwodschaft Ermland-Masuren. Bis zur Kreisstadt Ostróda (Osterode i. Ostpr.) sind es sechs Kilometer in nordwestlicher Richtung.

## Geschichte
Bei dem vor 1785 Hirschbergische Mühle bzw. nach 1785 Hirschbergmühle genannten kleinen Ort handelt es sich um eine Wassermühlen-Siedlung. Bis 1945 war sie ein Wohnplatz innerhalb der Landgemeinde Hirschberg (Ostpr.) im Kreis Osterode in Ostpreußen.
1945 kam der Ort in Kriegsfolge mit dem gesamten südlichen Ostpreußen zu Polen und erhielt die polnische Namensform „Idzbarski Młyn“. Heute ist der Weiler (polnisch Osada) „część wsi Idzbark“ (= „ein Teil des Dorfs Idzbark“) und somit eine Ortschaft innerhalb der Landgemeinde Ostróda (Osterode in Ostpreußen) im Powiat Ostródzki (Kreis Osterode in Ostpreußen), bis 1998 der Woiwodschaft Olsztyn, seither der Woiwodschaft Ermland-Masuren zugehörig.

## Kirche
Die kirchliche Zugehörigkeit sowohl zur evangelischen wie auch zur römisch-katholischen Kirche regelte sich vor 1945 und reglt sich auch nach 1945 entsprechend der der „Muttergemeinde“ Idzbark (Hischberg).

## Verkehr
Idzbarski Młyn liegt an einer Nebenstraße – es handelt sich um einen Abschnitt der einstigen deutschen Reichsstraße 130 –, die Ostróda über Szyldak (Schildeck) mit Rychnowo (Reichenau) verbindet. Von Idzbark (Hirschberg) aus besteht eine direkte Nebenstraßenverbindung. Ein Bahnanschluss existiert nicht.